# Antanas Staugaitis
Antanas Staugaitis (* 8. Februar 1876 in Tupikai bei Žvirgždaičiai, Rajongemeinde Šakiai; † Mai 1954 in Marijampolė) war ein litauischer Politiker, Bürgermeister.

## Leben
Sein Bruder war Justinas Staugaitis.
Antanas lernte in der Handwerksschule Warschau und wurde Näher. In seiner Jugend war er mit Vincas Kudirka befreundet. Er nahm in den litauischen Vereinen wie „Žiburys“, „Žagrė“, „Blaivybė“, „Gabija“ teil.
1917 war er Mitglied in der Konferenz Vilnius, von 1920 bis 1922 Mitglied von Steigiamasis Seimas. Er war Mitglied von Lietuvos krikščionių demokratų partija. Von 1923 bis 1926 war er Mitglied des zweiten Seimas,
von 1922 bis 1931 und von 1941 bis 1944 Bürgermeister von Marijampolė.